# Campionato finlandese di football americano
Il campionato finlandese di football americano è una competizione che riunisce l'élite dei club finlandesi di football americano dal 1979. L'organizzatore del campionato e delle squadre nazionali è la Federazione finlandese di Football Americano (SAJL).
Questa competizione si disputa con una stagione regolare con girone all'italiana, seguita dai play-off con una finale soprannominata Vaahteramalja.

## Formato
Il campionato attuale è diviso in quattro categorie: la Vaahteraliiga, la I-divisioona, la II-divisioona e la III-divisioona (disputata a 7 giocatori); per alcune stagioni è esistita anche la IV-divisioona. Le prime 4 squadre classificate nella Vaahteraliiga si affrontano nel Vaahteramalja, mentre l'ultima è relegata in I-divisioona a favore della prima classificata di questo stesso torneo. Esiste anche un campionato femminile su tre livelli: il massimo livello è denominato Naisten Vaahteraliiga, quelli successivi sono la Naisten I-divisioona e la Naisten II-divisioona.
Il gioco si svolge con le regole della SAJL che si basano sul regolamento della NCAA.

## Finali

### Vaahteraliiga
| Data                | Vaahteramalja         | Vincitore            | Punteggio | Finalista            |
| ------------------- | --------------------- | -------------------- | --------- | -------------------- |
| 1979                | Finale                | East City Giants     | 6-0       | MAJS                 |
| 1980                | Vaahteramalja I       | Espoo Poli           | 12-0      | MAJS                 |
| 1981                | Vaahteramalja II      | MAJS                 | 30-24     | East City Giants     |
| 1982                | Vaahteramalja III     | Helsinki Roosters    | 22-3      | MAJS                 |
| 1983                | Vaahteramalja IV      | Helsinki Roosters    | 28-17     | Espoo Poli           |
| 1984                | Vaahteramalja V       | East City Giants     | 45-7      | Turku Trojans        |
| 1985 (2 settembre)  | Vaahteramalja VI      | Vantaan TAFT         | 32-29     | Espoo Poli           |
| 1986 (31 agosto)    | Vaahteramalja VII     | Helsinki Roosters    | 31-21     | Espoo FT Scotch      |
| 1987 (13 settembre) | Vaahteramalja VIII    | Helsinki Roosters    | 14-7      | Turku Trojans        |
| 1988 (20 agosto)    | Vaahteramalja IX      | Helsinki Roosters    | 24-22     | Munkka Colts         |
| 1989 (13 agosto)    | Vaahteramalja X       | Munkka Colts         | 3-0       | East City Giants     |
| 1990                | Vaahteramalja XI      | Helsinki Roosters    | 21-9      | Tampere Rocks        |
| 1991                | Vaahteramalja XII     | East City Giants     | 17-14     | Helsinki Roosters    |
| 1992                | Vaahteramalja XIII    | East City Giants     | 34-14     | Turku Trojans        |
| 1993                | Vaahteramalja XIV     | East City Giants     | 23-20     | Turku Trojans        |
| 1994                | Vaahteramalja XV      | East City Giants     | 24-7      | Turku Trojans        |
| 1995                | Vaahteramalja XVI     | Helsinki Roosters    | 36-14     | East City Giants     |
| 1996                | Vaahteramalja XVII    | Helsinki Roosters    | 23-22     | East City Giants     |
| 1997                | Vaahteramalja XVIII   | Helsinki Roosters    | 36-0      | Porvoon Butchers     |
| 1998                | Vaahteramalja XIX     | Helsinki Roosters    | 42-26     | Turku Trojans        |
| 1999                | Vaahteramalja XX      | Helsinki Roosters    | 35-14     | Turku Trojans        |
| 2000                | Vaahteramalja XXI     | Helsinki Roosters    | 25-17     | Seinäjoki Crocodiles |
| 2001                | Vaahteramalja XXII    | Seinäjoki Crocodiles | 15-13     | Helsinki Roosters    |
| 2002                | Vaahteramalja XXIII   | Helsinki Roosters    | 44-20     | Turku Trojans        |
| 2003                | Vaahteramalja XXIV    | Turku Trojans        | 21-16     | Helsinki Roosters    |
| 2004                | Vaahteramalja XXV     | Helsinki Roosters    | 49-28     | Turku Trojans        |
| 2005                | Vaahteramalja XXVI    | Porvoon Butchers     | 17-7      | Seinäjoki Crocodiles |
| 2006                | Vaahteramalja XXVII   | Porvoon Butchers     | 41-22     | Helsinki Wolverines  |
| 2007                | Vaahteramalja XXVIII  | Porvoon Butchers     | 15-14     | Seinäjoki Crocodiles |
| 2008                | Vaahteramalja XXIX    | Porvoon Butchers     | 47-41     | Helsinki Roosters    |
| 2009                | Vaahteramalja XXX     | Porvoon Butchers     | 47-16     | Helsinki Roosters    |
| 2010                | Vaahteramalja XXXI    | Porvoon Butchers     | 30-17     | Seinäjoki Crocodiles |
| 2011                | Vaahteramalja XXXII   | Helsinki Wolverines  | 30-27     | Seinäjoki Crocodiles |
| 2012 (25 agosto)    | Vaahteramalja XXXIII  | Helsinki Roosters    | 20-17     | Helsinki Wolverines  |
| 2013                | Vaahteramalja XXXIV   | Helsinki Roosters    | 52-31     | Helsinki Wolverines  |
| 2014                | Vaahteramalja XXXV    | Helsinki Roosters    | 21-7      | Turku Trojans        |
| 2015 (12 settembre) | Vaahteramalja XXXVI   | Helsinki Roosters    | 45-31     | Seinäjoki Crocodiles |
| 2016 (3 settembre)  | Vaahteramalja XXXVII  | Helsinki Roosters    | 10-0      | Seinäjoki Crocodiles |
| 2017 (9 settembre)  | Vaahteramalja XXXVIII | Helsinki Roosters    | 37-9      | Wasa Royals          |
| 2018 (15 settembre) | Vaahteramalja XXXIX   | Helsinki Roosters    | 44-14     | Kuopio Steelers      |
| 2019 (14 settembre) | Vaahteramalja XL      | Helsinki Roosters    | 50-6      | Kuopio Steelers      |
| 2020 (12 settembre) | Vaahteramalja XLI     | Kuopio Steelers      | 21-0      | Helsinki Wolverines  |
| 2021 (11 settembre) | Vaahteramalja XLII    | Kuopio Steelers      | 14-0      | Helsinki Roosters    |
| 2022 (10 settembre) | Vaahteramalja XLIII   | Kuopio Steelers      | 21-14     | Seinäjoki Crocodiles |
| 2023 (9 settembre)  | Vaahteramalja XLIV    | Porvoon Butchers     | 27-7      | Seinäjoki Crocodiles |
| 2024 (8 settembre)  | Vaahteramalja XLV     | Helsinki Roosters    | 49-14     | Seinäjoki Crocodiles |

### Naisten Vaahteraliiga
| Data                | Finale        | Vincitore            | Punteggio  | Finalista                  |
| ------------------- | ------------- | -------------------- | ---------- | -------------------------- |
| 1988                | Finale I      | ?                    | ?-?        | Oulu Northern Lights       |
| 1989                | Finale II     | ?                    | ?-?        | ?                          |
| 1990                | Finale III    | ?                    | ?-?        | ?                          |
| 1991                | Finale IV     | ?                    | ?-?        | ?                          |
| 1992                | Finale V      | ?                    | ?-?        | ?                          |
| 1993                | Finale VI     | ?                    | ?-?        | ?                          |
| 1994                | Finale VII    | ?                    | ?-?        | ?                          |
| 1995                | Finale VIII   | ?                    | ?-?        | ?                          |
| 1996                | Finale IX     | ?                    | ?-?        | ?                          |
| 1997                | Finale X      | ?                    | ?-?        | Jyväskylä Jaguaarit        |
| 1998                | Finale XI     | Jyväskylä Jaguaarit  | 24-0       | Helsinki 69ers             |
| 1999                | Finale XII    | Jyväskylä Jaguaarit  | ?-?        | Oulu Northern Lights       |
| 2000 (12-13 agosto) | Finale XIII   | Jyväskylä Jaguaarit  | 69-6       | Helsinki Lady Demons       |
| 2001 (11-12 agosto) | Finale XIV    | Helsinki Lady Demons | ?-?        | Jyväskylä Jaguaarit        |
| 2002 (27 agosto)    | Finale XV     | Jyväskylä Jaguaarit  | 46-0       | Helsinki Roosters          |
| 2003 (16 agosto)    | Finale XVI    | Helsinki Roosters    | 14-7       | Helsinki Lady Demons       |
| 2004 (7 agosto)     | Finale XVII   | Helsinki Lady Demons | 17-14      | Helsinki Roosters          |
| 2005 (27 agosto)    | Finale XVIII  | Helsinki Lady Demons | 20-3       | Helsinki Roosters          |
| 2006 (29 luglio)    | Finale XIX    | Helsinki Roosters    | 34-7       | Helsinki Lady Demons       |
| 2007 (11 agosto)    | Finale XX     | Helsinki Roosters    | 23-18      | Helsinki Lady Demons       |
| 2008 (16 agosto)    | Finale XXI    | Helsinki Lady Demons | 18-6       | Helsinki Roosters          |
| 2009 (2 agosto)     | Finale XXII   | Helsinki Lady Demons | 28-27 o.t. | Helsinki Roosters          |
| 2010 (24 luglio)    | Finale XXIII  | Helsinki Lady Demons | 48-40 o.t. | Helsinki Roosters          |
| 2011 (30 luglio)    | Finale XXIV   | Helsinki Roosters    | 54-18      | Helsinki Lady Demons       |
| 2012 (5 agosto)     | Finale XXV    | Oulu Northern Lights | 36-12      | Helsinki Lady Demons       |
| 2013 (17 agosto)    | Finale XXVI   | Helsinki Lady Demons | 44-12      | Seinäjoki Crocodiles       |
| 2014 (30 agosto)    | Finale XXVII  | Helsinki Lady Demons | 40-0       | Jyväskylä Jaguars          |
| 2015 (19 settembre) | Finale XXVIII | Helsinki Lady Demons | 46-8       | Helsinki Roosters          |
| 2016 (13 agosto)    | Finale XXIX   | Helsinki Roosters    | 26-0       | Turku Trojans              |
| 2017 (2 settembre)  | Finale XXX    | Helsinki Wolverines  | 17-6       | Helsinki Roosters          |
| 2018 (18 agosto)    | Finale XXXI   | Helsinki Wolverines  | 55-12      | Sankt Petersburg Valkyries |
| 2019 (1º settembre) | Finale XXXII  | Helsinki Wolverines  | 47-8       | Sankt Petersburg Valkyries |
| 2020 (5 settembre)  | Finale XXXIII | Helsinki Wolverines  | 28-0       | Tampere Saints             |
| 2021 (4 settembre)  | Finale XXXIV  | Turku Trojans        | 17-14      | Helsinki Wolverines        |
| 2022 (3 settembre)  | Finale XXXV   | Turku Trojans        | 23-0       | Helsinki Wolverines        |
| 2023 (12 agosto)    | Finale XXXVI  | Turku Trojans        | 8-7        | Helsinki Wolverines        |
| 2024 (10 agosto)    | Finale XXXVII | Turku Trojans        | 33-0       | Helsinki Wolverines        |

### I-divisioona
| Data                | Finale                | Vincitore                | Punteggio                         | Finalista                         |
| ------------------- | --------------------- | ------------------------ | --------------------------------- | --------------------------------- |
| 1983                |                       | Oulu Northern Lights     | Vincitori della stagione regolare | Vincitori della stagione regolare |
| 1984                |                       | Tampere Rocks            | Vincitori della stagione regolare | Vincitori della stagione regolare |
| 1985                | Spagettimalja I       | Jyväskylä Rangers        | ?-?                               | ?                                 |
| 1986                | Spagettimalja II      | Pori Bears               | ?-?                               | ?                                 |
| 1987                | Spagettimalja III     | Hyvinkää Falcons         | ?-?                               | ?                                 |
| 1988                | Spagettimalja IV      | Vantaan TAFT             | ?-?                               | ?                                 |
| 1989                | Spagettimalja V       | Kannelmäki Whips         | 60-13                             | Lahti Jets                        |
| 1990                | Spagettimalja VI      | Porvoon Butchers         | ?-?                               | ?                                 |
| 1991                | Spagettimalja VII     | Seinäjoki Crocodiles     | 27-7                              | Jyväskylä Rangers                 |
| 1992                | Spagettimalja VIII    | Tampere Rocks            | ?-?                               | ?                                 |
| 1993                | Spagettimalja IX      | Vantaan TAFT             | ?-?                               | ?                                 |
| 1994                | Spagettimalja X       | Hyvinkää Falcons         | 21-0                              | Pyynikki Patriots                 |
| 1995                | Spagettimalja XI      | Arctic Circle Stars      | 23-7                              | Kotka Eagles                      |
| 1996                | Spagettimalja XII     | Espoo Colts              | 27-8                              | Hyvinkää Falcons                  |
| 1997                | Spagettimalja XIII    | Lappeenranta Rajaritarit | ?-?                               | ?                                 |
| 1998                | Spagettimalja XIV     | Oulu Northern Lights     | ?-?                               | ?                                 |
| 1999                | Spagettimalja XV      | Jyväskylä Jaguaarit      | 44-14                             | Helsinki Wolverines               |
| 2000 (2 settembre)  | Spagettimalja XVI     | Helsinki Wolverines      | 41-3                              | Kuopio Steelers                   |
| 2001 (11 agosto)    | Spagettimalja XVII    | Porvoon Butchers         | 34-0                              | Pori Bears                        |
| 2002 (25 agosto)    | Spagettimalja XVIII   | Pori Bears               | 36-26                             | Lappeenranta Rajaritarit          |
| 2003 (23 agosto)    | Spagettimalja XIX     | Helsinki Demons          | 35-6                              | Lappeenranta Rajaritarit          |
| 2004 (28 agosto)    | Spagettimalja XX      | Helsinki Demons          | 34-7                              | Kuopio Steelers                   |
| 2005 (3 settembre)  | Spagettimalja XXI     | Helsinki Demons          | 21-14                             | Kuopio Steelers                   |
| 2006 (2 settembre)  | Spagettimalja XXII    | Jyväskylä Jaguaarit      | 27-16                             | Helsinki Demons                   |
| 2007 (2 settembre)  | Spagettimalja XXIII   | Tampere Saints           | 7-6                               | Pori Bears                        |
| 2008 (30 agosto)    | Spagettimalja XXIV    | Lappeenranta Rajaritarit | 52-35                             | Pori Bears                        |
| 2009 (13 settembre) | Spagettimalja XXV     | Kuopio Steelers          | 31-17                             | Oulu Northern Lights              |
| 2010 (28 agosto)    | Spagettimalja XXVI    | Vantaan TAFT             | 38-13                             | Oulu Northern Lights              |
| 2011 (13 agosto)    | Spagettimalja XXVII   | Vantaan TAFT             | 41-27                             | Kouvola Indians                   |
| 2012 (18 agosto)    | Spagettimalja XXVIII  | Helsinki 69ers           | 43-10                             | Kouvola Indians                   |
| 2013 (24 agosto)    | Spagettimalja XXIX    | Turku Trojans            | 46-8                              | Oulu Northern Lights              |
| 2014 (7 settembre)  | Spagettimalja XXX     | Wasa Royals              | 34-27                             | Hyvinkää Falcons                  |
| 2015 (22 agosto)    | Spagettimalja XXXI    | Tampere Saints           | 28-15                             | Hämeenlinna Huskies               |
| 2016 (20 agosto)    | Spagettimalja XXXII   | Hämeenlinna Huskies      | 49-34                             | Helsinki Wolverines               |
| 2017 (2 settembre)  | Spagettimalja XXXIII  | Kuopio Steelers          | 70-46                             | Helsinki Wolverines               |
| 2018 (1º settembre) | Spagettimalja XXXIV   | Helsinki Wolverines      | 42-8                              | Kotka Eagles                      |
| 2019 (17 agosto)    | Spagettimalja XXXV    | Kotka Eagles             | 30-20                             | Pori Bears                        |
| 2020 (5 settembre)  | Spagettimalja XXXVI   | United Newland Crusaders | 20-10                             | Kotka Eagles                      |
| 2021 (11 settembre) | Spagettimalja XXXVII  | Kotka Eagles             | 35-20                             | Tampere Saints                    |
| 2022 (26 agosto)    | Spagettimalja XXXVIII | Wasa Royals              | 38-7                              | Tampere Saints                    |
| 2023 (19 agosto)    | Spagettimalja XXXIX   | Tampere Saints           | 53-7                              | Pirkkala Spartans                 |
| 2024 (10 agosto)    | Spagettimalja XL      | East City Giants         | 25-22                             | Tampere Saints                    |

### Naisten I-divisioona
| Data                | Finale       | Vincitore            | Punteggio | Finalista            |
| ------------------- | ------------ | -------------------- | --------- | -------------------- |
| 2003                | Finale I     | ?                    | ?-?       | ?                    |
| 2004 (31 luglio)    | Finale II    | Jyväskylä Jaguaarit  | 36-6      | Vaasa Vikings        |
| 2005 (6-7 agosto)   | Finale III   | Porvoon Butchers     | 6-0       | Tampere Saints       |
| 2006 (6 agosto)     | Finale IV    | Turku Trojans        | 24-12     | Sea City Storm       |
| 2013 (10 agosto)    | Finale VIII  | Porvoon Butchers     | 34-12     | Joensuu Wolves       |
| 2014 (9 agosto)     | Finale IX    | Tampere Saints       | 32-6      | Kuopio Steelers      |
| 2015 (6 settembre)  | Finale X     | Hämeenlinna Huskies  | 28-20     | Kuopio Steelers      |
| 2016 (27 agosto)    | Finale XI    | Mikkeli Bouncers     | 8-0       | Hyvinkää Falcons     |
| 2017 (10 settembre) | Finale XII   | Tampere Saints       | 33-0      | West Coast Phoenix   |
| 2018 (28 luglio)    | Finale XIII  | Turku Trojans        | 42-17     | Kuopio Steelers      |
| 2019 (7 settembre)  | Finale XIV   | Mikkeli Bouncers     | 8-6       | West Coast Phoenix   |
| 2020 (6 settembre)  | Finale XV    | Mikkeli Bouncers     | 28-8      | Kotka Eagles         |
| 2021 (4 settembre)  | Finale XVI   | Oulu Northern Lights | 26-21     | Tampere Saints       |
| 2022 (27 agosto)    | Finale XVII  | Oulu Northern Lights | 34-6      | Kotka Eagles         |
| 2023 (5 agosto)     | Finale XVIII | Wasa Royals          | 27-18     | Helsinki Roosters    |
| 2024 (10 agosto)    | Finale XIX   | Kuopio Steelers      | 17-0      | Seinäjoki Crocodiles |

### II-divisioona
| Data                | Finale          | Vincitore                | Punteggio                         | Finalista                         |
| ------------------- | --------------- | ------------------------ | --------------------------------- | --------------------------------- |
| 1986                |                 | Imatra Flash             | Vincitori della stagione regolare | Vincitori della stagione regolare |
| 1987                |                 | Porvoon Butchers         | Vincitori della stagione regolare | Vincitori della stagione regolare |
| 1988                | Finale I        | Kouvola Indians          | ?-?                               | ?                                 |
| 1989                | Finale II       | Seinäjoki Crocodiles     | ?-?                               | ?                                 |
| 1990                | Finale III      | Vaasa Warriors           | ?-?                               | ?                                 |
| 1991                | Finale IV       | South East Eagles        | 24-22                             | Hanko Sun City                    |
| 1992                | Finale V        | Hyvinkää Falcons         | 29-18                             | Arctic Circle Stars               |
| 1993                | Finale VI       | Arctic Circle Stars      | ?-?                               | ?                                 |
| 1994                | Finale VII      | Oulu Northern Lights     | 25-0                              | Espoo Colts                       |
| 1995                | Finale VIII     | Varkaus Steelers         | 17-14                             | Helsinki 69ers                    |
| 1996                |                 | Jyväskylä Jaguaarit      | Vincitori della stagione regolare | Vincitori della stagione regolare |
| 1997                | Finale IX       | Lahti Jets               | ?-?                               | ?                                 |
| 2003                |                 | Varkaus Steelers         | Vincitori della stagione regolare | Vincitori della stagione regolare |
| 2004 (28 agosto)    | Finale X        | Vaasa Vikings            | 21-0                              | Oulu Northern Lights              |
| 2005 (7 agosto)     | Finale XI       | Lahti Jets               | 18-15                             | Kouvola Indians                   |
| 2006 (2 settembre)  | Finale XII      | Kouvola Indians          | 55-18                             | Seinäjoki Gators                  |
| 2007 (2 settembre)  | Finale XIII     | Oulu Northern Lights     | 35-27                             | Vaasa Vikings                     |
| 2008 (30 agosto)    | Finale XIV      | Vaasa Vikings            | 26-7                              | Helsinki 69ers                    |
| 2009 (12 settembre) | Finale XV       | Vantaan TAFT             | 30-7                              | Nokia Ghosthunters                |
| 2010 (28 agosto)    | Finale XVI      | Kuopio Steelers          | 34-6                              | Vaasa Vikings                     |
| 2011 (21 agosto)    | Rautamalja I    | Pori Bears               | 43-7                              | Sipoo Bulldogs                    |
| 2012 (15 settembre) | Rautamalja II   | Hyvinkää Falcons         | 31-17                             | Tampere Saints                    |
| 2013 (25 agosto)    | Rautamalja III  | Wasa Royals              | 48-0                              | Hämeenlinna Huskies               |
| 2014 (6 settembre)  | Rautamalja IV   | Hämeenlinna Huskies      | 35-8                              | Hanko Sun City                    |
| 2015 (22 agosto)    | Rautamalja V    | Kuopio Steelers          | 42-0                              | Mikkeli Bouncers                  |
| 2016 (21 agosto)    | Rautamalja VI   | Mikkeli Bouncers         | 23-21                             | Pori Bears                        |
| 2017 (26 agosto)    | Rautamalja VII  | Kotka Eagles             | 33-21                             | Hanko Sun City                    |
| 2018 (18 agosto)    | Rautamalja VIII | Pori Bears               | 31-8                              | Mikkeli Bouncers                  |
| 2019 (7 settembre)  | Rautamalja IX   | Rovaniemi Nordmen        | 28-6                              | Porvoon Teurastajat               |
| 2020 (29 agosto)    | Rautamalja X    | Pirkkala Spartans        | 21-13                             | Helsinki Wolverines Blue          |
| 2021 (11 settembre) | Rautamalja XI   | Vantaan TAFT             | 25-13                             | Pirkkala Spartans                 |
| 2022 (20 agosto)    | Rautamalja XII  | Helsinki Wolverines Blue | 14-3                              | Pirkkala Spartans                 |
| 2023 (26 agosto)    | Rautamalja XIII | Rovaniemi Nordmen        | 14-6                              | Kuusankoski Cowboys               |
| 2024 (1º settembre) | Rautamalja XIV  | Sipoo Bulldogs           | 27-0                              | Jyväskylä Jaguars                 |

### Naisten II-divisioona
| Data                          | Finale      | Vincitore                | Punteggio   | Finalista                          |
| ----------------------------- | ----------- | ------------------------ | ----------- | ---------------------------------- |
| 2016 (7 agosto)               | Finale I    | Kotka Eagles             | 18-16       | Lohja Lionesses                    |
| 2017 (27 agosto)              | Finale II   | Kuopio Steelers          | 37-18       | Lohja Lionesses                    |
| 2018 (5 agosto)               | Finale III  | Oulu Northern Lights     | 40-0        | Rovaniemi Nordmen                  |
| 2019 (20 luglio)              | Finale IV   | Lohja Lionesses          | 44-24       | Hyvinkää Falcons                   |
| 2020 (29 agosto)              | Finale V    | Jyväskylä Jaguars        | 66-46       | Helsinki Roosters                  |
| 2021 (8 agosto)               | Finale VI   | Hämeenlinna Tigers       | 60-26       | Porvoon Butchers                   |
| 2022 (17 luglio)              | Finale VII  | Porvoon Butchers         | 28-0        | Hämeenlinna Tigers                 |
| 2023 (4 agosto)               | Finale VIII | Helsinki Wolverines Blue | 46-8        | Hyvinkää Falcons/ Porvoon Butchers |
| 202419 (12 maggio; 16 giugno) | Finale IX   | Lohja Lionesses          | 50-14; 48-0 | Pirkkala Spartans                  |

### III-divisioona

#### Campionati a 11 giocatori
| Data             | Finale        | Vincitore         | Punteggio | Finalista            |
| ---------------- | ------------- | ----------------- | --------- | -------------------- |
| 2014 (23 agosto) | Tinamalja I   | Mikkeli Bouncers  | 22-14     | East City Giants     |
| 2015 (29 agosto) | Tinamalja II  | Pori Bears        | 26-12     | Nokia Ghosthunters   |
| 2016 (28 agosto) | Tinamalja III | Kotka Eagles      | 46-28     | Oulu Northern Lights |
| 2017 (19 agosto) | Tinamalja IV  | Lohja Lions       | 3-0       | Sipoo Bulldogs       |
| 2018 (18 agosto) | Tinamalja V   | Rovaniemi Nordmen | 27-0      | Pirkanmaa Patriots   |

#### Campionati a 7 giocatori
| Data                 | Finale         | Vincitore           | Punteggio                         | Finalista                         |
| -------------------- | -------------- | ------------------- | --------------------------------- | --------------------------------- |
| 2010                 |                | Mikkeli Bouncers    | Vincitori della stagione regolare | Vincitori della stagione regolare |
| 2011                 |                | Seinäjoki Gators    | Vincitori della stagione regolare | Vincitori della stagione regolare |
| 2013 (29 giugno)     | Äijämalja I    | Vaasa Vikings       | ?-?                               | ?                                 |
| 2019 (7 settembre)   | Äijämalja VII  | Kuusankoski Cowboys | 50-18                             | Joensuu Wolves                    |
| 2020 (5 settembre)   | Äijämalja VIII | Hämeenlinna Tigers  | 66-14                             | Vaasa Vikings                     |
| 2021 (4-5 settembre) | Äijämalja IX   | Joensuu Wolves      | 32-8                              | Helsinki Wolverines Pink          |
| 2022 (13 agosto)     | Äijämalja X    | Porvoon Teurastajat | 38-14                             | Joensuu Wolves                    |
| 2023 (26 agosto)     | Äijämalja XI   | Porvoon Butchers II | 38-0                              | Joensuu Wolves                    |
| 2024 (25 agosto)     | Äijämalja XII  | Porvoon Teurastajat | 42-16                             | Joensuu Wolves                    |

### IV-divisioona (a 7 giocatori)
| Data               | Finale        | Vincitore                | Punteggio | Finalista            |
| ------------------ | ------------- | ------------------------ | --------- | -------------------- |
| 2014 (5 luglio)    | Äijämalja II  | Nokia Hunters            | 40-6      | Vaasa Vikings        |
| 2015 (1º agosto)   | Äijämalja III | Rusko Mayhem             | 34-22     | Malmi Blaze          |
| 2016 (28 agosto)   | Äijämalja IV  | Rusko Mayhem             | 30-0      | Joensuu Wolves       |
| 2017 (2 settembre) | Äijämalja V   | Vaasa Vikings            | 12-8      | Helsinki Giants      |
| 2018 (26 agosto)   | Äijämalja VI  | Helsinki Wolverines Pink | 22-20     | Oulu Northern Lights |

## Squadre per numero di campionati vinti
Le tabelle seguenti mostrano le squadre ordinate per numero di campionati vinti nelle diverse leghe.

### Vaahteraliiga
|    | Squadra              | Anni |
| -- | -------------------- | --- |
| 23 | Helsinki Roosters    | 1982, 1983, 1986, 1987, 1988, 1990, 1995, 1996, 1997, 1998, 1999, 2000, 2002, 2004, 2012, 2013, 2014, 2015, 2016, 2017, 2018, 2019, 2024 |
| 7  | Porvoon Butchers     | 2005, 2006, 2007, 2008, 2009, 2010, 2023                                                                                                 |
| 6  | East City Giants     | 1979, 1984, 1991, 1992, 1993, 1994 |
| 3  | Kuopio Steelers      | 2020, 2021, 2022 |
| 2  | Espoo Colts          | 1981, 1989 |
| 1  | Helsinki Wolverines  | 2011 |
| 1  | Turku Trojans        | 2003 |
| 1  | Seinäjoki Crocodiles | 2001 |
| 1  | Vantaan TAFT         | 1985 |
| 1  | Espoo Raiders        | 1980 |

### Naisten Vaahteraliiga
Non note le squadre vincitrici delle edizioni 1999 e 2001; fino al 2007 giocata a flag football.
|   | Squadra              | Anni                                           |
| - | -------------------- | ---------------------------------------------- |
| 8 | Helsinki Lady Demons | 2004, 2005, 2008, 2009, 2010, 2013, 2014, 2015 |
| 5 | Helsinki Roosters    | 2003, 2006, 2007, 2011, 2016                   |
| 4 | Turku Trojans        | 2021, 2022, 2023, 2024                         |
| 4 | Helsinki Wolverines  | 2017, 2018, 2019, 2020                         |
| 3 | Jyväskylä Jaguars    | 1998, 2000, 2002                               |
| 1 | Oulu Northern Lights | 2012                                           |

### I-divisioona
|   | Squadra                  | Anni                   |
| - | ------------------------ | ---------------------- |
| 4 | Vantaan TAFT             | 1988, 1993, 2010, 2011 |
| 3 | Tampere Saints           | 2007, 2015, 2023       |
| 3 | Helsinki Demons          | 2003, 2004, 2005       |
| 2 | Wasa Royals              | 2014, 2022             |
| 2 | Kotka Eagles             | 2019, 2021             |
| 2 | Helsinki Wolverines      | 2000, 2018             |
| 2 | Kuopio Steelers          | 2009, 2017             |
| 2 | Lappeenranta Rajaritarit | 1997, 2008             |
| 2 | Jyväskylä Jaguaarit      | 1999, 2006             |
| 2 | Pori Bears               | 1986, 2002             |
| 2 | Porvoon Butchers         | 1990, 2001             |
| 2 | Oulu Northern Lights     | 1983, 1998             |
| 2 | Hyvinkää Falcons         | 1987, 1994             |
| 2 | Tampere Rocks            | 1984, 1992             |
| 1 | East City Giants         | 2024                   |
| 1 | United Newland Crusaders | 2020                   |
| 1 | Hämeenlinna Huskies      | 2016                   |
| 1 | Turku Trojans            | 2013                   |
| 1 | Helsinki 69ers           | 2012                   |
| 1 | Espoo Colts              | 1996                   |
| 1 | Arctic Circle Stars      | 1995                   |
| 1 | Seinäjoki Crocodiles     | 1991                   |
| 1 | Kannelmäki Whips         | 1989                   |
| 1 | Jyväskylä Rangers        | 1985                   |

### Naisten I-divisioona
Non nota la squadra vincitrice dell'edizione 2003.
|   | Squadra              | Anni             |
| - | -------------------- | ---------------- |
| 3 | Mikkeli Bouncers     | 2016, 2019, 2020 |
| 2 | Oulu Northern Lights | 2021, 2022       |
| 2 | Turku Trojans        | 2006, 2018       |
| 2 | Tampere Saints       | 2014, 2017       |
| 2 | Porvoon Butchers     | 2005, 2013       |
| 1 | Kuopio Steelers      | 2024             |
| 1 | Wasa Royals          | 2023             |
| 1 | Hämeenlinna Huskies  | 2015             |
| 1 | Jyväskylä Jaguars    | 2004             |

### II-divisioona
Non nota la squadra vincitrice dell'edizione 1993.
|   | Squadra                  | Anni                   |
| - | ------------------------ | ---------------------- |
| 4 | Kuopio Steelers          | 1995, 2003, 2010, 2015 |
| 3 | Wasa Royals              | 2004, 2008, 2013       |
| 2 | Rovaniemi Nordmen        | 2019, 2023             |
| 2 | Vantaan TAFT             | 2009, 2021             |
| 2 | Pori Bears               | 2011, 2018             |
| 2 | Kotka Eagles             | 1991, 2017             |
| 2 | Hyvinkää Falcons         | 1992, 2012             |
| 2 | Oulu Northern Lights     | 1994, 2007             |
| 2 | Kouvola Indians          | 1988, 2006             |
| 2 | Lahti Jets               | 1997, 2005             |
| 1 | Sipoo Bulldogs           | 2024                   |
| 1 | Helsinki Wolverines Blue | 2022                   |
| 1 | Pirkkala Spartans        | 2020                   |
| 1 | Mikkeli Bouncers         | 2016                   |
| 1 | Hämeenlinna Huskies      | 2014                   |
| 1 | Jyväskylä Jaguars        | 1996                   |
| 1 | Arctic Circle Stars      | 1993                   |
| 1 | Vaasa Warriors           | 1990                   |
| 1 | Seinäjoki Crocodiles     | 1989                   |
| 1 | Porvoon Butchers         | 1987                   |
| 1 | Imatra Flash             | 1986                   |

### Naisten II-divisioona
|   | Squadra                  | Anni       |
| - | ------------------------ | ---------- |
| 1 | Lohja Lionesses          | 2019, 2024 |
| 1 | Helsinki Wolverines Blue | 2023       |
| 1 | Porvoon Butchers         | 2022       |
| 1 | Hämeenlinna Tigers       | 2021       |
| 1 | Jyväskylä Jaguars        | 2020       |
| 1 | Oulu Northern Lights     | 2018       |
| 1 | Kuopio Steelers          | 2017       |
| 1 | Kotka Eagles             | 2016       |

### III-divisioona (a 11 giocatori)
|   | Squadra           | Anni |
| - | ----------------- | ---- |
| 1 | Rovaniemi Nordmen | 2018 |
| 1 | Lohja Lions       | 2017 |
| 1 | Kotka Eagles      | 2016 |
| 1 | Pori Bears        | 2015 |
| 1 | Mikkeli Bouncers  | 2014 |

### Campionati a 7 giocatori (IV-divisioona tra il 2014 e il 2018, III-divisioona gli altri anni)
|   | Squadra             | Anni             |
| - | ------------------- | ---------------- |
| 3 | Porvoon Butchers    | 2022, 2023, 2024 |
| 2 | Vaasa Vikings       | 2013, 2017       |
| 2 | Rusko Mayhem        | 2015, 2016       |
| 1 | Joensuu Wolves      | 2021             |
| 1 | Hämeenlinna Tigers  | 2020             |
| 1 | Kuusankoski Cowboys | 2019             |
| 1 | Helsinki Wolverines | 2018             |
| 1 | Nokia Hunters       | 2014             |
| 1 | Seinäjoki Gators    | 2011             |
| 1 | Mikkeli Bouncers    | 2010             |